# Pipi Nakai
Takuhiro Nakai (Ōtsu, Prefectura de Shiga, 24 de octubre de 2003), más conocido como Pipi Nakai,  es un futbolista japonés que juega como mediocentro en el Rayo Cantabria de la Segunda Fedeación, cuarta categoría del fútbol de España.

## Trayectoria
Natural de Ōtsu, Prefectura de Shiga, es un jugador formado en la cantera del Azul Shiga, desde 2008 a 2014, fecha en la que ingresó en La Fábrica del Real Madrid Club de Fútbol para formar parte del alevín "A". 
Pipi iría quemando etapas en el conjunto blanco y el 25 de septiembre de 2022, hace su debut con el Real Madrid Castilla Club de Fútbol en la Primera Federación, en un encuentro frente al CD Badajoz.
El 25 de febrero de 2022, renueva su contrato con el conjunto blanco hasta junio de 2025.
En la temporada 2022-23, alterna participaciones con el Juvenil "A" en División de Honor y Liga Juvenil de la UEFA y además disputa 2 partidos con el Real Madrid Castilla Club de Fútbol en la Primera Federación.
El 16 de agosto de 2023, firma por el  C. F. Rayo Majadahonda de la Primera Federación, cedido por el Real Madrid Castilla, donde disputa 19 partidos.
Al concluir la temporada 2023-2024, vuelve al Real Madrid Castilla, y posteriormente, el 18 de julio de 2024 se anunciaría su cesión para la temporada 2024-2025 a la Sociedad Deportiva Amorebieta.
En el mercado de invierno de la temporada 2024-2025 pasa a reforzar las filas del Rayo Cantabria de Segunda Federación, filial del Real Racing Club de Santander, convirtiéndose así en el primer futbolista japonés de la historia del club cántabro.

### Selección nacional
El 17 de noviembre de 2022, debuta con la Selección de fútbol sub-20 de Japón en un encuentro amistoso frente a Eslovaquia.